# Пит Бранденбургер
Пит Брандербургер (лукс. Pit Brandenburger; Луксембург, 6. август 1995) луксембуршки је пливач чија специјалност су трке слободним стилом. Вишеструки је национални првак и рекордер у великим и малим базенима и један од најсупешнијих пливача на Играма малих земаља Европе.

## Спортска каријера
Бранденбургер је дебитовао на међународним пливачким такмичењима у сениорској конкуренцији 2013, на Европском првенству у малим базенима у Хернингу, а годину дана касније по први пут је наступио и на континенталном првенству у великим базенима у Берлину.  
На светским првенствима је дебитовао у руском Казању 2015, а пливао је и на првенствима у Будимпешти 2017. и Квангџуу 2019. године. Најбоље резултате је постизао у штафетним тркама слободним стилом, док му је најбољи појединачни резултат било 35. место у квалификацијама трке на 
800 слободно у Квангџуу. 
Такмичио се и на светским првенствима у малим базенима у Виндзору 2016. и Хангџоуу 2018. године.  
Најбоље резултате у каријери остваривао је на Играма малих земаља Европе на којима је освојио 16 медаља, од чега 11 златних.